# Joachim Eckart
Joachim Eckart (* 30. Januar 1955 in Frankfurt am Main) ist ein deutscher katholischer Theologe.

## Leben und Wirken
Das Studium der katholischen Theologie und Philosophie (1975–1980) mit Schwerpunktstudien: Pastoralpsychologie und Religionspädagogik bei Karl Frielingsdorf an der PTH Sankt Georgen in Frankfurt am Main schloss er mit dem Diplom ab. Zusätzlich studierte er Geschichte der Naturwissenschaft, Soziologie und Erziehungswissenschaft an der Johann Wolfgang Goethe-Universität Frankfurt am Main. Er wurde 1998 bei Ernst Weinand Leuninger in Vallendar promoviert und dort auch habilitiert. Er lehrt als Honorarprofessor für Pastoraltheologie an der PTH Vallendar, wo er seit dem Wintersemester 1999/2000 wirkt. Als Religionslehrer mit vollem Deputat doziert er seit 2005 am Theodor-Heuss-Gymnasium (Ludwigshafen). In der Andragogik ist er seit 1980 tätig, dazu eine zweijährige berufsbegleitende Referentenausbildung zur Kommunikationslehre, Medienpädagogik und Mediendidaktik. Er begleitet in der Praxis Haupt- und Ehrenamtlichen in der Pfarrgemeinde seit 1990; damit verbunden ist eine systematische Erarbeitung eines eigenen pastoralen Konzeptes (Ermöglichungspastoral). Er hilft im Konfliktmanagement bei gemeindlichen Problemen: Konkrete Praxiserfahrung durch die jahrzehntelange intensive Begleitung von Haupt- und Ehrenamtlichen; unterstützend und hilfreich dazu war eine dreijährige Ausbildung als Familientherapeut und systemischer Berater (IPFP). Die berufsbegleitende Fortbildung des Instituts zur Förderung des Publizistischen Nachwuchses zur Praxis der journalistischen Arbeit mit den Schwerpunkten Presse- und Öffentlichkeitsarbeit förderte die eigene Praxis in der Schriftleitung der Zeitschrift PGR-Info und der Mitarbeit im Redaktionsteam des Magazins Charisma. Er ist verheiratet mit der Theologin Angelika Eckart, mit der er drei Kinder hat. 
Seine Arbeits- und Forschungsschwerpunkte sind Pastoraltheologie (Studien zur systemischen Seelsorge, Forschungen zur Ermöglichungspastoral, Einübung in eine mystagogische Pastoral, Evaluation von synodalen Prozessen, Praxisbegleitung von Haupt- und Ehrenamtlichen) und Religionspädagogik und -andragogik (Forschungen zur konstruktivistischen Pädagogik, von der Ermöglichungsdidaktik zur Ermöglichungspastoral, Religionsunterricht in Theorie und Praxis).

## Schriften (Auswahl)
- Pfarrgemeinderat und Kooperative Pastoral. Eine pastoraltheologische Untersuchung am Beispiel der Diözese Speyer (= Dissertationen. Theologische Reihe. Band 78). EOS-Verlag, Sankt Ottilien 1998, ISBN 3-88096-917-5 (zugleich Dissertation, PTH Vallendar 1998).
- Ermöglichungspastoral. Ein neues Paradigma in der Seelsorge Books on Demand GmbH, Norderstedt 2004, ISBN 3-8334-1917-2 (zugleich Habilitationsschrift, PTH Vallendar).